# Ahora (álbum de Christian Nodal)
Ahora es el segundo álbum de estudio del cantante mexicano Christian Nodal, lanzado el 10 de mayo de 2019.

## Lista de canciones
Créditos adaptados de Apple Music.

| N.º   | Título                             | Escritor(es)                                               | Duración |  |
| 1.    | «Que te olvide»                    | Edgar Barrera · Nir Seroussi                               | 3:22     |  |
| 2.    | «No te contaron mal»               | Christian Nodal · Edgar Barrera · Gussy Lau                | 2:36     |  |
| 3.    | «Para olvidarme»                   | Christian Nodal · Edgar Barrera · Gussy Lau                | 2:48     |  |
| 4.    | «El dolor con el licor»            | Jessi Uribe                                                | 3:10     |  |
| 5.    | «Juro por esta»                    | Jessi Uribe                                                | 3:33     |  |
| 6.    | «Por orgullo»                      | Los compadres de Sinaloa                                   | 3:54     |  |
| 7.    | «¿Quién es usted?»                 | Erika Vidrio · Toby Sandoval                               | 3:06     |  |
| 8.    | «Si te falta alguien»              | Christian Nodal · Edgar Barrera                            | 3:07     |  |
| 9.    | «Si usted fuera yo»                | Christian Nodal · Marco Menchaca                           | 3:07     |  |
| 10.   | «Nada nuevo»                       | Christian Nodal · Edgar Barrera                            | 3:14     |  |
| 11.   | «Esta noche» (con Sebastián Yatra) | Christian Nodal · Edgar Barrera                            | 3:37     |  |
| 12.   | «Ahora»                            | Christian Nodal                                            | 2:17     |  |
| 13.   | «Perdóname»                        | Chrisitan Nodal · Edgar Barrera                            | 2:23     |  |
| 14.   | «De los besos que te di»           | Gussy Lau · José Esparza · Chrisitan Nodal · Edgar Barrera | 2:47     |  |
| 40:56 |                                    |                                                            |          |  |

## Posicionamiento en listas
| Estados Unidos | US Latin Albums            | 7  |
| Estados Unidos | US Regional Mexican Albums | 1  |
| México         | Mexican Albums Chart       | 19 |

## Certificaciones
| País           | Organismo certificador | Certificación   | Ventas certificadas | Ref.  |
| -------------- | ---------------------- | --------------- | ------------------- | ----- |
| Costa Rica     | IFPI                   | Oro             | 10,000              |       |
| Estados Unidos | RIAA                   | Platino (Latín) | 60,000              |       |
| México         | AMPROFON               | Oro             | 30,000              | [ 8 ] |

| País   | Organismo certificador | Certificación  | Ventas certificadas | Ref.  |
| ------ | ---------------------- | -------------- | ------------------- | ----- |
| México | AMPROFON               | Diamante + Oro | 330,000             | [ 9 ] |